# Eintracht-Stadion
El Eintracht-Stadion es un estadio ubicado en Brunswick, Alemania, que se utiliza para eventos de fútbol y fútbol americano. Es casa de los equipos Eintracht Brunswick y Braunschweig Lions. Tiene capacidad para 24 474 espectadores y fue construido en 1923. El estadio fue renovado en 1995 y durante 2011 a 2013.